# Харухино (станция)
Станция Харухино (яп. はるひ野駅 харухино эки) — железнодорожная станция на линии Тама, расположенная в городе Кавасаки, префектуры Канагава. Станция была открыта 11-го декабря 2004 года и является самой последней открытой станций на линиях Одакю на 2011 год.

## Планировка станции
2 пути и две платформы бокового типа. Станция использует гибридную систему электроснабжения. Дополнительная энергия получается с помощью фотоэлементов установленных на крыше, так же используется энергия ветра.
| 1 | ■ Линия Тама | Одакю-Тама-Центр, Каракида |
| 2 | ■ Линия Тама | Син-Юригаока, Синдзюку     |

## Близлежащие станции

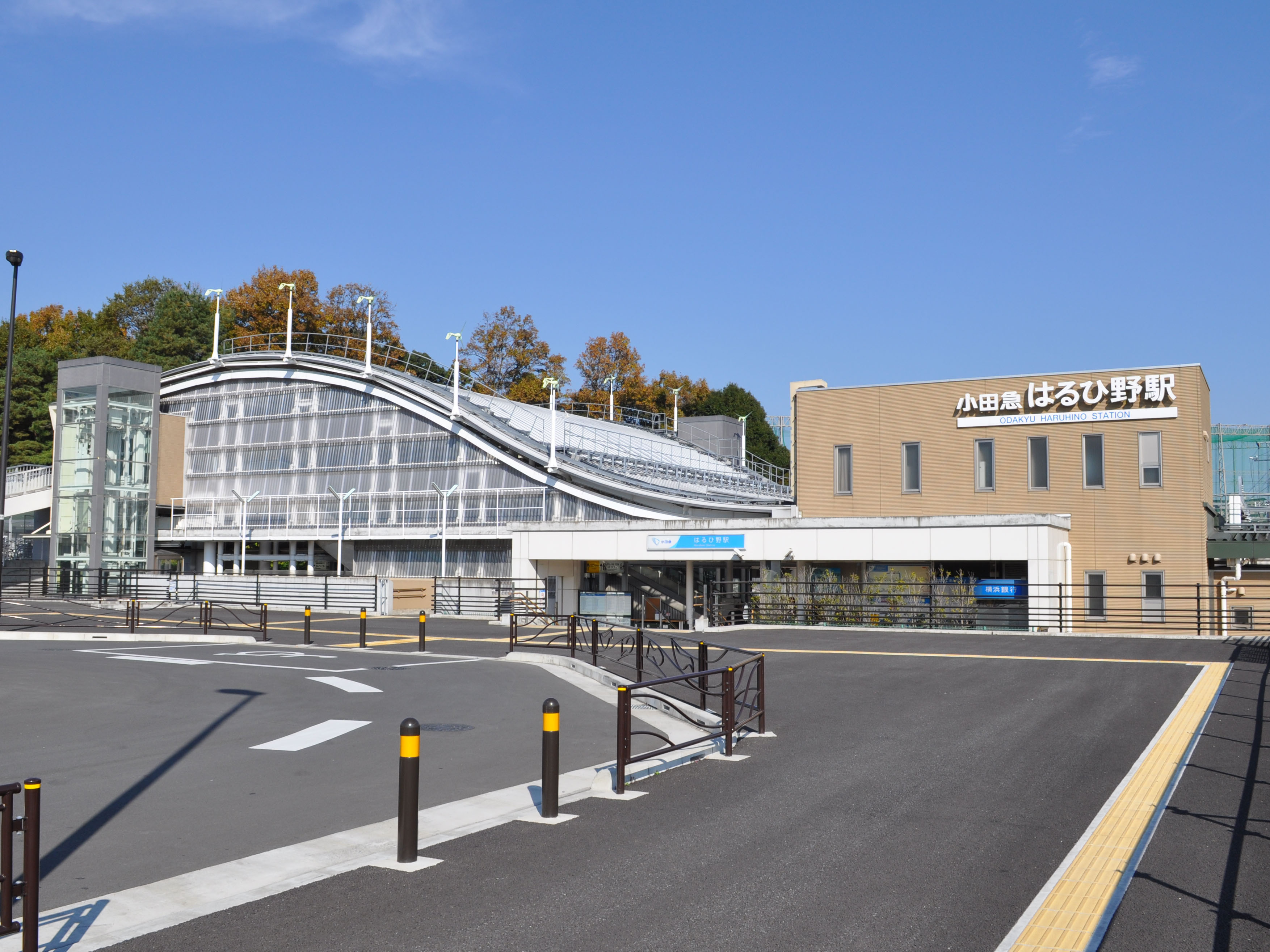
Южный выход станции Харухино (2009-й год)

| «          |            | Линия                           |            | »             |
| Линия Тама | Линия Тама | Линия Тама                      | Линия Тама | Линия Тама    |
| ---------- | ---------- | ------------------------------- | ---------- | ------------- |
| Курокава   |            | Section Semi Express (区間準急) |            | Одакю-Нагаяма |
| Курокава   |            | Local (各駅停車)                |            | Курокава      |